# Список высших споровых растений, занесённых в Красную книгу Тюменской области
В списке указаны все высшие споровые растения (папоротниковидные, плауновидные и мохообразные), включённые в Красную книгу Тюменской области издания 2004 года. Колонки таблицы КкТО, КкРФ и МСОП означают, соответственно, статус указанного вида в Красной книге Тюменской области, Красной книге России и в Красном списке МСОП. В случае, если в той или иной Красной книге какой-либо из описываемых видов отсутствует, то есть не отнесён ни к одной из указанных категорий, то соответствующая ячейка списка оставлена незаполненной. Все виды поделены на 6 категорий в Красной книге Тюменской области, на 6 категорий в Красной книге России и на 9 в списке МСОП. Категории имеют следующие обозначения:
| Красная книга Тюменской области: 0 — вероятно исчезнувшие виды I — находящиеся под угрозой исчезновения II — с сокращающейся численностью III — редкие или узколокальные IV — виды с неопределенным статусом (редкие малоизученные) V — восстанавливаемые или восстанавливающиеся | Красная книга России: 0 — вероятно исчезнувшие 1 — находящиеся под угрозой исчезновения 2 — сокращающиеся в численности 3 — редкие 4 — неопределенные по статусу 5 — восстанавливаемые и восстанавливающиеся | Красный список МСОП: EX — Исчезнувшие EW — Исчезнувшие в дикой природе CR — Находящиеся в критическом состоянии EN — Находящиеся в опасном состоянии VU — Уязвимые NT — Находящиеся в состоянии близком к угрожаемому LC — Вызывающие наименьшие опасения DD — Недостаток данных NE — Неоценённые |

Всего в список споровых растений Красной книги Тюменской области включён 31 вид, из них 25 видов помещены на основные страницы, а 6 видов указаны в приложении, в списке редких и уязвимых видов. К видам находящимся под угрозой исчезновения (I категория) относят 2 вида отдела Папоротниковидные.
По принятому постановлению Администрации Тюменской области от 09.03.2005 № 33-ПК «О порядке ведения Красной книги Тюменской области», Красная книга должна переиздаваться с актуализированными данными не реже, чем каждые 15 лет.
В нижеприведённом списке порядок расположения таксонов соответствует таковому в Красной книге Тюменской области.

## Основной список

### Папоротниковидные
| №  | Латинское название                                     | Русское название и описание                                        | Изображение | КкТО | КкРФ | МСОП |
| -- | ------------------------------------------------------ | ------------------------------------------------------------------ | ----------- | ---- | ---- | ---- |
| 1  | Cystopteris fragilis (L.) Bernh.                       | Пузырник ломкий — вид вудсиевых порядка многоножковых.             |             | III  |      |      |
| 2  | Cystopteris dickieana Sim                              | Пузырник Дайка — вид вудсиевых порядка многоножковых.              |             | III  |      |      |
| 3  | Rhizomatopteris montana (Lam.) A.P.Khokhr.             | Корневищник горный — вид вудсиевых порядка многоножковых.          |             | III  |      |      |
| 4  | Rhizomatopteris sudetica (A.Braun & Milde) A.P.Khokhr. | Корневищник судетский — вид вудсиевых порядка многоножковых.       |             | III  |      |      |
| 5  | Asplenium viride Huds.                                 | Костенец зелёный — вид костенцовых порядка многоножковые.          |             | III  |      |      |
| 6  | Botrychium boreale (Fr.) Milde                         | Гроздовник северный — вид ужовниковых порядка ужовниковых.         |             | II   |      |      |
| 7  | Botrychium lanceolatum (S.G.Gmel.) Angstr.             | Гроздовник ланцетовидный — вид ужовниковых порядка ужовниковых.    |             | I    |      |      |
| 8  | Botrychium lunaria (L.) Sw.                            | Гроздовник полулунный — вид ужовниковых порядка ужовниковых.       |             | III  |      |      |
| 9  | Botrychium multifidum (S.G.Gmel.) Rupr.                | Гроздовник многораздельный — вид ужовниковых порядка ужовниковых.  |             | III  |      |      |
| 10 | Botrychium virginianum (L.) Sw.                        | Гроздовник виргинский — вид ужовниковых порядка ужовниковых.       |             | II   |      |      |
| 11 | Cryptogramma crispa (L.) R.Br. ex Hook.                | Криптограмма курчавая — вид птерисовых порядка многоножковых.      |             | II   |      |      |
| 12 | Cryptogramma stelleri (S.G.Gmel.) Prantl               | Криптограмма Стеллера — вид птерисовых порядка многоножковых.      |             | II   |      |      |
| 13 | Dryopteris filix-mas (L.) Schott                       | Щитовник мужской — вид щитовниковых порядка многоножковых.         |             | II   |      |      |
| 14 | Dryopteris fragrans (L.) Schott                        | Щитовник пахучий — вид щитовниковых порядка многоножковых.         |             | III  |      |      |
| 15 | Polystichum lonchitis (L.) Roth                        | Многорядник копьевидный — вид щитовниковых порядка многоножковых.  |             | I    |      |      |
| 16 | Ophioglossum vulgatum L.                               | Ужовник обыкновенный — вид ужовниковых порядка ужовниковых.        |             | II   |      |      |
| 17 | Phegopteris connectilis (Michx.) Watt                  | Фегоптерис связывающий — вид телиптерисовых порядка многоножковых. |             | III  |      |      |
| 18 | Woodsia alpina (Bolton) Gray                           | Вудсия альпийская — вид вудсиевых порядка многоножковых.           |             | II   |      |      |
| 19 | Woodsia glabella R.Br.                                 | Вудсия гладковатая — вид вудсиевых порядка многоножковых.          |             | III  |      |      |

### Плауновидные
| № | Латинское название               | Русское название и описание              | Изображение | КкТО | КкРФ | МСОП |
| - | -------------------------------- | ---------------------------------------- | ----------- | ---- | ---- | ---- |
| 1 | Huperzia selago (L.) Bernh.      | Баранец обыкновенный — вид баранцовых.   |             | III  |      |      |
| 2 | Lycopodiella inundata (L.) Holub | Ликоподиелла заливаемая — вид плауновых. |             | II   |      |      |

### Мохообразные
| № | Латинское название                                        | Русское название и описание                   | Изображение | КкТО | КкРФ | МСОП |
| - | --------------------------------------------------------- | --------------------------------------------- | ----------- | ---- | ---- | ---- |
| 1 | Pohlia bulbifera (Warnst.) Warnst.                        | Полия живородящая — вид бриевых.              |             | III  |      |      |
| 2 | Catescopium nigritum (Hedw.) Brid.                        | Катаскопиум чернеющий — вид катаскопиевых.    |             | III  |      |      |
| 3 | Encalypta brevicollis (Bruch & Schimp.) Bruch ex Ångström | Энкалипта короткошейковая — вид энкалиптовых. |             | III  |      |      |
| 4 | Meesia uliginosa Hedw.                                    | Меезия болотная — вид меезиевых.              |             | III  |      |      |

## Список редких и уязвимых видов, нуждающихся на территории Тюменской области в постоянном контроле и дополнительном изучении

### Плауновидные
| № | Латинское название                    | Русское название и описание           | Изображение | КкТО | КкРФ | МСОП |
| - | ------------------------------------- | ------------------------------------- | ----------- | ---- | ---- | ---- |
| 1 | Selaginella selaginoides (L.) С.Mart. | Плаунок плауновидный — вид плауновых. |             | IV   |      |      |
| 2 | Isoetes lacustris L.                  | Полушник озёрный — вид полушниковых.  |             | IV   | 2    |      |

### Мохообразные
| № | Латинское название                                   | Русское название и описание                | Изображение | КкТО | КкРФ | МСОП |
| - | ---------------------------------------------------- | ------------------------------------------ | ----------- | ---- | ---- | ---- |
| 1 | Dicranella riparia (Lindb. ex Н.Lindb.) Mart. & Nyh. | Дикранелла бераговая — вид дикрановых.     |             | IV   |      |      |
| 2 | Fissidens arcticus Bryhn                             | Фиссиденс арктический — вид фисиденсовых.  |             | IV   |      |      |
| 3 | Dichelyma capillaceum (With.) Myrin                  | Дихелима волосовидная — вид фонтиналиевых. |             | IV   |      |      |
| 4 | Polytrichum jensenii Hag.                            | Политрихум Йенсена — вид политриховых.     |             | IV   |      |      |